# 旺赛
旺赛（法語：Vançais，法語發音：[vɑ̃sɛ]）是法国德塞夫勒省的一个市镇，属于尼奥尔区。

## 地理
旺赛（46°18'2"N, 0°3'5"E）面积16.99 平方千米，位于法国新阿基坦大区德塞夫勒省，该省份为法国西部内陆省份，北起曼恩-卢瓦尔省，西接旺代省，南至夏朗德省和滨海夏朗德省，东临维埃纳省。
与旺赛接壤的市镇（或旧市镇、城区）包括：舍奈、勒宰、圣索利娜、圣索旺。

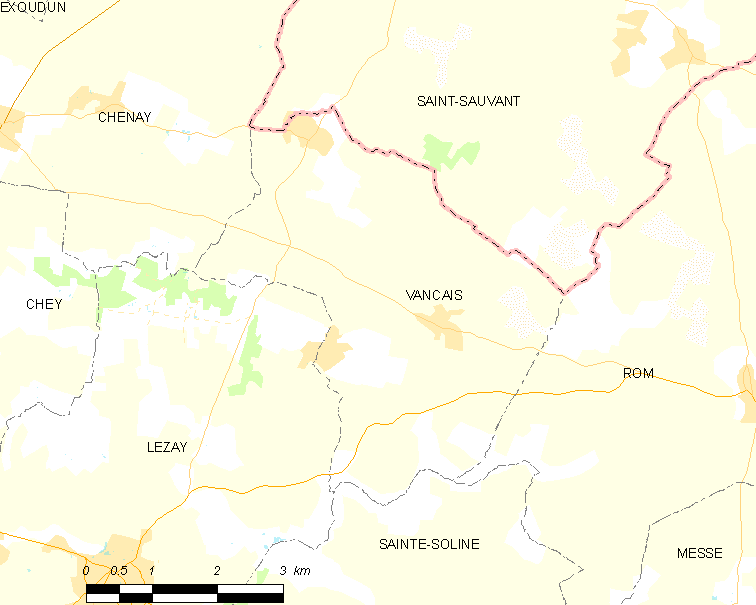
旺赛的OSM定位图

旺赛的时区为UTC+01:00、UTC+02:00（夏令时）。

## 行政
旺赛的邮政编码为79120，INSEE市镇编码为79336。

## 政治
旺赛所属的省级选区为贝勒河畔塞勒县。

## 人口

1962-2008年间旺赛人口变化图示

旺赛于2022年1月1日时的人口数量为225人。